# Sancta Elisabeths systrar

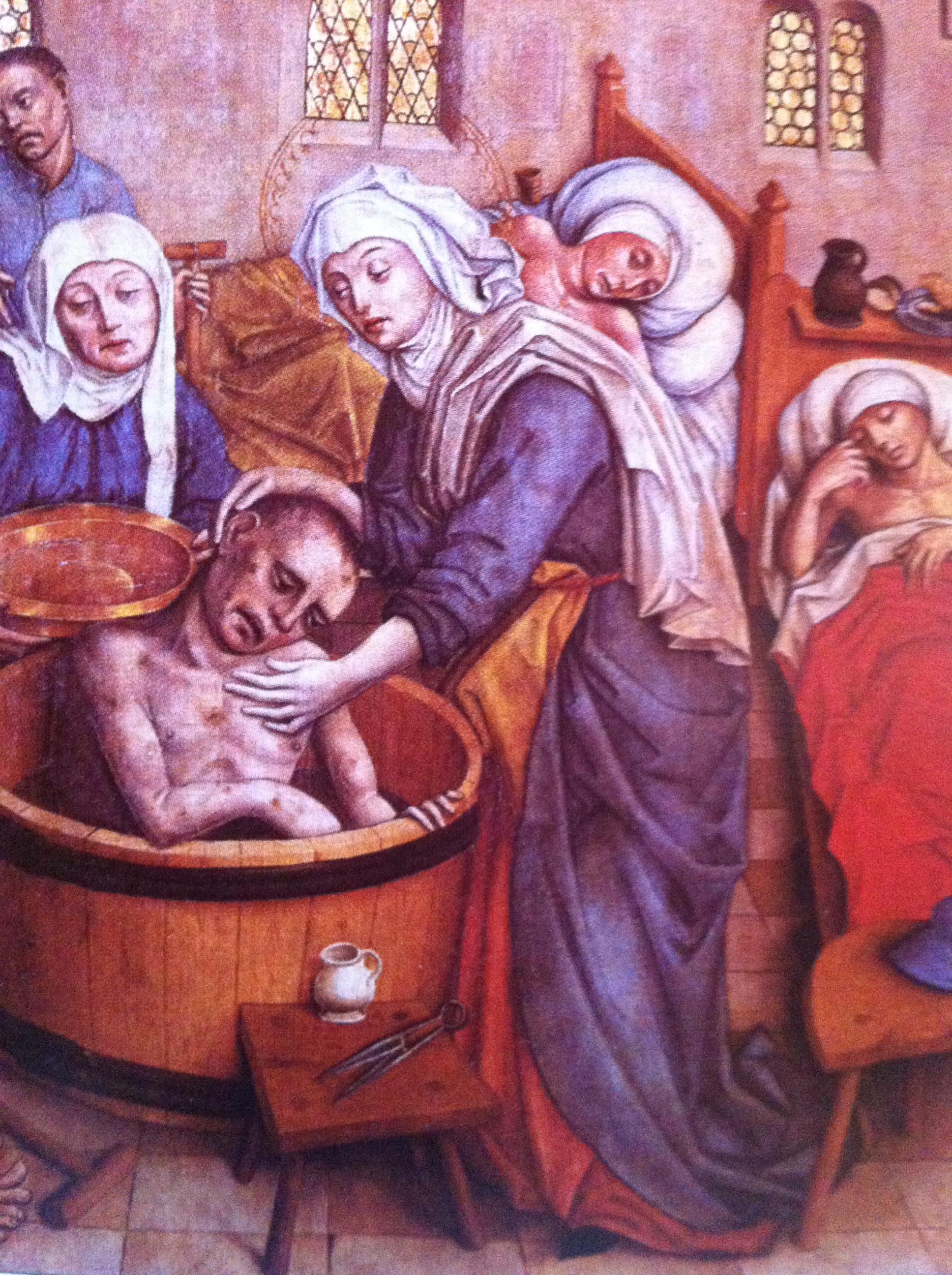
Ordens skyddshelgon Sankta Elisabeth tvättar en tiggare. Målning från andra halvan av 1400-talet, vid huvudaltaret i Sankta Elisabeth-katedralen i Košice i Slovakien.

Sancta Elisabeths systrar, Elisabethsystrarna eller de gråa systrarna är en romersk-katolsk ordenskongregation, som grundades 1842 av Klara Wolff tillsammans med Franziska Werner samt systrarna Mathilde och Maria Merkert i Nysa (tyska: Neiße) i dåvarande Schlesien, nu i södra Polen. Orden skapades i syfte att vårda sjuka i deras hem, oavsett de sjukas samhällsklass eller religionstillhörighet. Till sitt skyddshelgon valde de Elisabeth av Thüringen, därav namnet. Ordensmedlemmarna har avlagt löften om kyskhet, fattigdom och lydnad. 
I Sverige har Elisabethsystrarna varit verksamma i eťt flertal olika städer sedan 1866. Idag (2019) finns Elisabetssystrar verksamma i Stäket i Järfälla kommun, där den svenska delen av orden har sitt regionalhus samt ett ålderdomshem för gamla elisabethsystrar.

## Grundandet

### Fyra unga damer grundade föreningen
De grå nunnorna utformade generellt Sancta Elisabeths systrar. De kom från en förening av unga damer. Det var  Klara Dorothea Wolff (1805-1953), som år 1842 tillsammans med systrarna Maria Merkert och Mathilde Merkert samt Franciszka Werner i Nysa (tyska: Neisse eller Neiße) i sydvästra Polen grundade föreningen. De ville hjälpa sjuka människor som var hjälplösa i sjukdomar att kunna vårdas hemma om de inte kunde tas emot på sjukhus och detta utan kompensation. Genom sin egen arbetsinsats ville dessa medlemmar stödja de fattiga. Utan att anta någon bestämd regel ledde de gemenskapen och de hade en vanlig klänning, en brun ullklädsel med en grå huvudbonad. Av denna anledning kallades de snart av folket "Grå Nunnor".

### Utbildning i sjukvård
Eftersom deras arbete snart erkändes och prisades överallt, och eftersom nya medlemmar ständigt ansökte om tillträde, försökte deras andliga rådgivare ge föreningen någon form av religiös organisation. De försökte, när det var möjligt, att ansluta sig till redan etablerade sammanslutningar med liknande syften. Men deras främsta önskan var att utbilda medlemmarna i sjukhusvård på sjukhus. Stora svårigheter uppstod, och försöket misslyckades, huvudsakligen genom grundarnas motstånd, som inte ville överge sin ursprungliga plan för omsorgs inom vården.

### Föreningen upplöstes och nytt arbete påbörjades
Därför upplöstes föreningen som hade rättfärdigat sådana ljusa hopp, och många av de nyligen antagna medlemmarna anslöt sig till borromäussystrarna, medan grundarna lämnade nyfikenheten som de emellertid redan hade påbörjat. Klara Wolff och Mathilde Merkert dog kort därefter under välgörenhetstjänst. De andra två började sitt arbete på nytt år 1850 och placerade det under Sankta Elisabeths speciella beskyddande. De fick snabbt sympati för de sjuka av alla klasser och trosbekännelser, och även läkarnas. Nya kandidater ansökte om tillträde, och systrarna kunde snart utvidga sfären av sin verksamhet utanför Nysa.

### Kyrkligt bifall av biskopsmyndigheten

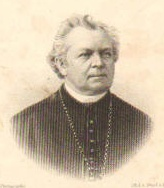
Heinrich Förster (1799-1881), furstbiskop från Breslau i Polen. Samtida gravyr (1860).

Av särskild betydelse var grundandet som gjordes vid Breslau (polska: Wrocławi, tjeckiska: Vratislav) i Polen, där systrarna arbetade under direkt observation av biskopsmyndigheten. En biskop som var furste i Tysk-romerska riket kallades furstbiskop och denne var alltså både utövande andlig auktoritet inom sitt stift och världslig makt som furste över en stat kallat biskopsdöme. Strax efter den 4 september 1859 var furstbiskopen i Breslau, Heinrich Förster övertygad av de gynnsamma rapporterna och vittnesmålen om att bevilja föreningen ecclesiastical approbation (kyrkligt bifall). Eftersom ett sådant erkännande förutsätter en solid religiös organisation, inrättades en nybörjare enligt de lagar som hade bestämts. Under det följande året gjorde de tjugofyra äldsta systrarna de tre religiösa löftena. Klosterregelns tre löften innebär fattigdom, lydnad och celibat. Runt om i världen står denna regel som förebild för senare ordensregler och som gäller både munk- och nunnekloster.

### Medling av preussiska kronprinsen Fredrik Vilhelm
Statligt erkännande, med beviljande av papper för Elisabethsystrarna erhölls av mötet 25 maj 1864 under titeln ’’Sankta Elisabeths katolska välgörenhetsinstitut’’ genom medling av den dåvarande preussiska kronprinsen Fredrik III av Tyskland eller Fredrik Wilhelm (1831-1888) (eller Friedrich III; som prins hette han Fredrik Vilhelm; hans fullständiga tyska namn var ’’Friedrich Wilhelm Nikolaus Karl’’), som senare blev kejsare i Tyskland i kejsardömet Tyskland och kung av Preussen. Denne Fredrik Vilhelm hade observerat Elisabethsystrarnas välgörande verksamhet på slagfält i Danmark. Från den 9 mars 1888 till sin död samma år, den 15 juni 1888, var Fredrik Vilhelm tysk kejsare och kung av Preussen. I Tysklands historia betecknar år 1888 det så kallade trekejsaråret (tyska: Dreikaiserjahr). Fredrik Wilhelm var son till kejsar Vilhelm I och far till Vilhelm II av Tyskland. Trekejsaråret 1888 har fått sitt namn av att det i det Tyska kejsardömet (1871-1918) regerade tre kejsare under det året. Fredrik Vilhelms far, Vilhelm I, Preussens kung, avled den 9 mars 1888 och han efterträddes omgående av sin son Fredrik Vilhelm. Men redan efter 98 dagar avled han den 15 juni 1888 och han efterträddes då av son 29-årige son Vilhelm II, som var kejsare fram till sin abdikation den 9 november 1918. Kejsardömet Tyskland (tyska: Deutsches Kaiserreich) existerade från den 18 januari 1871 till den 9 november 1918. Det officiella namnet var Tyska riket (tyska: Deutsches Reich).

### Församlingen spred sig till Norge, Sverige och Italien
Församlingen godkände den religiösa organisationen den 26 januari 1887 och för dess konstitutioner godkändes av den Heliga Stolen den 26 april 1898. Församlingen har spridit sig till Norge, Sverige och Italien och hade för över hundra år sedan (1908), beroende på residenset i Breslau, 305 filialhus, 2565 systrar och omkring 100 postulanter (latin: postulo, "begära", "önska"), som vill genomgå en prövotid i kloster utan att ännu vara novis.

## Klara Wolff
Klara Wolff (1805-1853) var initiativtagare till Elisabethsystrarnas kongregation. Hon föddes 1805 i familjen Meats i Neustadt (Prudnik) i Opole vojvodskap i Schlesien. Tertiary Sisters of St. Francis. Hon hade en livlig personlighet, hjärtkänslighet och beslutsamhet. Senare bodde hon i Nysa i Polen, där hon blev en franciskansk tertiary och blev namnet Klara. Hon mottog från den Helige Ande departementets karism år 1842 och började inom sjukvården i Nysa. Två av hennes systrar gick med i arbetet: Matilda och Maria Luiza Merkert och Franciszka Werner. Ursprungligen hade de inte för avsikt att skapa kongregation, de delade den gemensamma tanken om den samaritanska tjänsten till de fattiga, men över tiden omvandlades deras tjänst till kärnan i den nya kongregationen. Den 27 september 1842 tilldelades hon helgonens kosmiska fest och deras arbete till Jesu heliga hjärta, en kristen andakt inför Jesu hjärta. Klara Wolffs karismatiska arbete och hennes kamratskap växte, efter de behov som uppstod på grund av den svåra sociala situationen i Nysa växer. Som en tertiär utvecklade hon ett brett utbud av välgörande aktiviteter. I koleraepidemins tid skedde det heroiska hjältemodet hos de sjuka. År 1846, tillsammans med Maria Luisa Merkert, sändes hon till Prag av Protector of Congregation of Fr. Fischer till bildandet av nybörjare av biskopen i Prag. Klara Dorota Wolff, önskade att förbli trogen i fältsjuksköterskornas yrke, lämnade Prag.
Under bönen fick hon speciell inspiration och uppmuntran att värna de sjuka i sina egna hem och därmed "läka sjuka medlemmar av Kristi kropp". I den riktningen lanserade hon en ivrig kampanj, hon besökte de sjuka dagligen, särskilt de mest behövande.
På grund av Nysa-kyrkans motvilja gick hon till Bystrzyca Kłodzka (tyska: Habelschwerdt, tjeckiska: Kladská Bystřice), en stad i sydvästra Polen. Där tog hon hand om de sjuka i sitt eget hem. Nykomlingar gick med på det. I det här arbetet gjorde hon år 1852 ett stort offer av personligt lidande. Men i december 1852 på väg till de sjuka vred en rädd häst vagnen, vilket ledde till att Klara åsamkades stor skada. Detta bidrog till hennes död den 4 januari 1853.
Klara Wolff: Allt från kärlek till Gud, med alla förmågor och medel, och till och med exponering för för tidig död.

## Maria Merkert

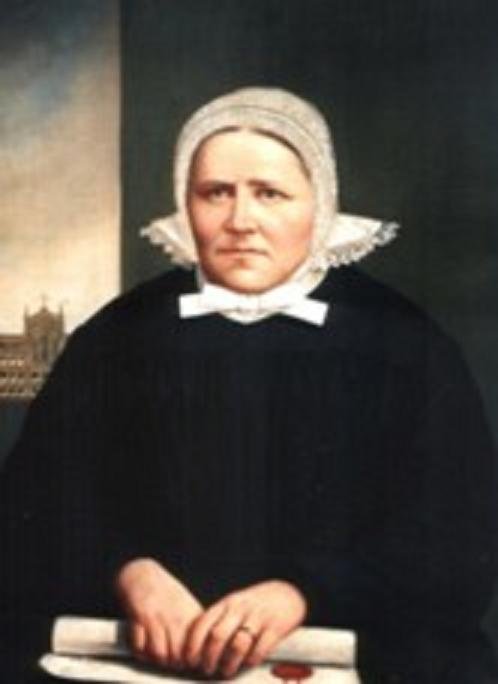
Maria Merkert (1871-1872), en av de fyra medgrundarna. Merkert blev saligförklarad av påve Benedikt XVI, 30 september 2007.

Maria Merkert (1817-1872). Den välsignade Maria Luise Merkert (född 21 september 1817 i Nysa, Polen (Neisse, Preussen)  – död 14 november 1872 i Neisse) var en tysk romersk-katolsk nunna och medstiftare av Sancta Elisabeths systrar. Merkert arbetade för att hjälpa de behövande, inklusive de fattiga och sjuka, och skötte om dem tillsammans med sin äldre syster fram till hennes plötsliga död och hennes andra följeslagares död - detta lämnade Merkert ensam för att finna och behålla sin order som dess första överordnade general från 1859 till sin död. Maria Merkerts salighet firades under påven Benedictus XVI i Polen den 30 september 2007 med kardinal José Saraiva Martins som ordförande över firandet över påvens vägnar.
Sancta Elisabets systrar, the Congregation of the Sisters of Saint Elizabeth (CSSE) grundades av en förening av unga damer och som upprättades av Dorothea Klara Wolff tillsammans med systrarna Mathilde och Maria Merkert och Franziska Werner, i Nysa i Polen (tyska: Neisse’’ eller Neiße) att i sina egna hem, utan ersättning, hjälpa sjuka personer som inte kunde eller hade möjlighet att komma till sjukhus. Staden Neisse tillhörde Preussen mellan 1742 och 1945, från 1872 även som en del av Tyska kejsardömet.
I början av 1800-talet svepte epidemier av kolera och tyfus över den preussiska Provinsen Schlesien. Från 1815 till 1919 och från 1938 till 1941 existerade i Schlesien en preussisk provins. Provinsen omfattade större delen av det historiska landskapet Schlesien och dess huvudstad var Breslau. De flesta offer för epidemierna var fattiga och försummade människor som dog på gatorna och fattiga hus. Maria Merket och hennes syster Matilda samt Klara Wolff och Franciszka Werner bestämde sig för att ge hjälp.Den 19 november 1850 startade Maria Merkert i Nysa föreningen Sancta Elisabeths systrar för att ta hand om övergivna patienter i deras egna hem. Som beskyddarinna valdes Sankta Elisabeth av Ungern, eftersom hon var känd för sin vänlighet mot de fattiga. Elisabet av Ungern var född 7 juli 1207 i Sárospatak i Ungern och död 17 november 1231 i Marburg i Tyskland. Hon var en ungersk lantgrevinna och franciskantertiar. Hon vördas som helgon inom Romersk-katolska kyrkan och hennes minnesdag firas den 17 november (tidigare 19 november, Elisabeths namnsdag).

## Matilda Merkert
Matilda Merkert föddes den 27 april 1813 i den borgerliga familjen och hon var syster till Maria Luisa Merkert. Hennes föräldrar var Karol Antoni Merkert och Barbara från Pfitzner-huset. Följande dag blev hon döpt i kyrkan St. Nicholas. James och St. Agnes. Nästa år, efter sin fars död den 21 juni 1818, var familjen fattig. Matilda, tillsammans med sin syster Maria, avslutade den katolska skolan för flickor i Nysa. Tillsammans med sin syster Maria blev hon den tertiära (som kommer i tredje hand) Saint Franciszka. Efter moderns död i tuberkulos, 11 juli 1842, sålde båda en blygsam förmögenhet och tillsammans med Franciszka Werner och Klara Dorothy Wolff ägnade hon sig åt att hjälpa övergivna, sjuka och hemlösa personer i Nysa. Den 27 september 1842 efter Mass. i kyrkan St. Nicholas. James och St. Agnieszka lämnade en hängivenhet till Jesu Heliga Hjärta, förband hon sig att hjälpa dem i nöd, oavsett religion, nationalitet eller kön. 1846, tillsammans med Franciszka Werner, blev hon tyfusministern i Prudnik, där hon blev smittad. Matilda Merkert dog där den 8 maj 1846, vid 33 års ålder. Detta ger ett vittnesbörd om de sjuka.

## Franciszka Werner
Franciszka Werner (1817-1885). Hon föddes den 3 december 1817 i Nysa. Hennes föräldrar var Franciszka Guteratz och Franciszek Werner. Hon växte upp i en djupt borgerlig familj. Tillsammans med systrarna Matilda och Maria Luisa Merkert deltog hon i den katolska skolan i Nysa, där hon fick sin utbildning och solid andlig bildning. Hon var fascinerad av andligheten hos de fattiga enligt Franciskus av Assisi. År 1842 gick hon med i fältarbetet för vård av patienter som initierades av Klara Wolff och blev därmed en av de fyra grundarna till den nya kongregationen av de grå systrarna, Elisabethsystrarna. År 1846, tillsammans med Matilda Merkert, utförde hon en tjänst bland tyfuspatienter i Prudnik (['prudɲik]) (tyska: Neustadt), en stad i vojvodskapet Opole i Polen. Staden hör till regionen Oberschlesien och ligger i Powiat Prudnicki. I Prudnik drabbas de båda av sjukdomen tyfus. Mathilda dog snart, medan Franciszka återvände till Nysa för konvalescens. Tre år senare, efter instruktioner av församlingens protektorat, kom hon in som nybörjare till Carlo Borromeus' nunneorden i Nysa för att erhålla religiös information.
Men liksom Klara Wolff ville hon förbli trogen syftet med fältsjukvården av de sjuka, så hon lämnade som nybörjare i Carlo Borromeos' nunneorden, ett sjukhus för tyfussjuka. År 1857 blev hon chef för ett nytt religiöst sjukhus i Wrocław (tyska: Breslau, tjeckiska Vratislav), en storstad i sydvästra Polen och huvudstad i Nedre Schlesiens vojvodskap, där hon utövade sitt första religiösa yrke från den 5 maj 1860. Stadens Johanneskatedral är säte för Wrocławs ärkestift inom den romersk-katolska kyrkan. År 1872 efter Maria Luisas Merkerts död valdes hon enhälligt av systrarna till den andre överordnade generalen. Kontorets varaktighet föll under Kulturkampf, och hennes mod var inte tillräckligt för att försvara kongregationen längre än 12 år i detta ämbete. Hon avled den 14 december 1885 och begravdes på Jerusalems kyrkogård i Nysa.
Franciszka Werners devis var "Vår enda kärlek är tabernaklet."